# Veress László (színművész)
Veress László (Kolozsvár, 1945. március 13. – Sepsiszentgyörgy, 2019. november 8.) romániai magyar színművész.

## Életpályája
A Marosvásárhelyi Színművészeti Főiskolán végzett 1971-ben, és az egyetem elvégzése után a sepsiszentgyörgyi színházhoz szerződött, ahol nyugdíjba vonulása után is folyamatosan játszott. 2019. november 8-án, 74 éves korában hunyt el, miután egy személygépkocsi halálra gázolta.